# Distrito de Pilcuyo
El Distrito peruano de Pilcuyo es uno de los 5 distritos de la Provincia de El Collao, ubicada en el  Departamento de Puno, bajo la administración del Gobierno regional de Puno, Perú.
Desde el punto de vista jerárquico de la Iglesia católica forma parte de la Prelatura de Juli en la Arquidiócesis de Arequipa.

## Historia
Fue fundado el 24 de noviembre de 1961, según el Decreto Ley N.º 13753 promulgado en el gobierno de Manuel Prado, estando como subprefecto de la Provincia de Chucuito Nicanor Antonio Pacheco, como gobernador Sr. Simón Escobar Guevara; y alcalde Sr. Julio LUPACA LUPACA.
El distrito de Pilcuyo fue fundado el 24 de noviembre de 1961, según el Decreto Ley N.º 13753 promulgado en el gobierno de Manuel Prado, estando como Subprefecto de la Provincia de Chucuito Nicanor Atanasio Pacheco, Inaugurándose el distrito el 18 de enero de 1962, en cuya fecha se instaló el primer Concejo Municipal de Pilcuyo, siendo su primer Alcalde Julio LUPACA LUPACA; y habiéndose nombrado como primer Gobernador a don Simón ESCOBAR GUEVARA.
El año 1947, el día 24 de abril, se compró el terreno de diez mil metros cuadrados por gestión del entonces presidente de la junta transitoria (militar) Sr. Oscar Cuentas Bermejo, en el lugar Lawalawani Patxa, (Lahualahuani patjja) destinándose a la plaza de ganado en la cual hoy se levanta la plaza de armas de Pilcuyo, terreno que fue entregado a los Señores: Simón Escobar, Cayetano Cáceres , Remigio Lupaca que era el teniente gobernador, Marcelino Lupaca, y Mauricio Maquera, siendo los comisarios Municipales el Sr. Basilio Guevara Condori, y el señor Pedro Lupaca Escobar. Así consta en el libro de actas en la municipalidad del distrito de Ilave asentada en la fecha indicada líneas arriba que obra en los archivos.
Las cinco estancias que dieron fisonomía urbana al pueblo son: Pilku uyo, Inka Piwra, Jacha Churu, Iska Churu, Ñiq'iri; los cuales hoy en día son barrios reconocidos del distrito.
El nombre de Pilcuyo fue usado por primera vez con la instalación de la primera escuela rural; instituida por el norteamericano Fernando A. Sthall y su esposa Ana; ellos pusieron una escuela para alfabetizar a los nativos con maestro que solamente tenían educación primaria, juntamente con la lectura y escritura, enseñaron el Evangelio; este sistema de educación tuvo bastante acogida en diferentes comunidades y así se empezó a culturizar al aborigen, enseñándoles hábitos de Higiene, el uso de jabón, la ventilación en las casas, porque más antes era común la existencia de epidemias como la fiebre tifoidea, sarampión, paperas (q'utu) y otros.

Tiene dos chullpas antiguas, uno en Sancuta y otro en Wilacollo, los mencionados son los atractivos culturales del distrito. Las comunidades más organizada son: Tara, Machacmarca, Jilamaico y Mullakañi.

## Demografía
La población estimada en el año 2015 es de 12,850 habitantes.

## Autoridades

### Municipales
- 2015 - 2018[3]
  - Alcalde: Antonio Ticona Aro, de El Frente Amplio por Justicia, Vida y Libertad.
  - Regidores:

  1. Néstor Calleri Layme (El Frente Amplio por Justicia, Vida y Libertad)
  2. Calixto Alanoca Huanacuni (El Frente Amplio por Justicia, Vida y Libertad)
  3. Bautista Lupaca Guevara (El Frente Amplio por Justicia, Vida y Libertad)
  4. Martín Ticona Turpo (El Frente Amplio por Justicia, Vida y Libertad)
  5. Alipio Huanca Nieto (Partido Humanista Peruano)

## Enlaces externos

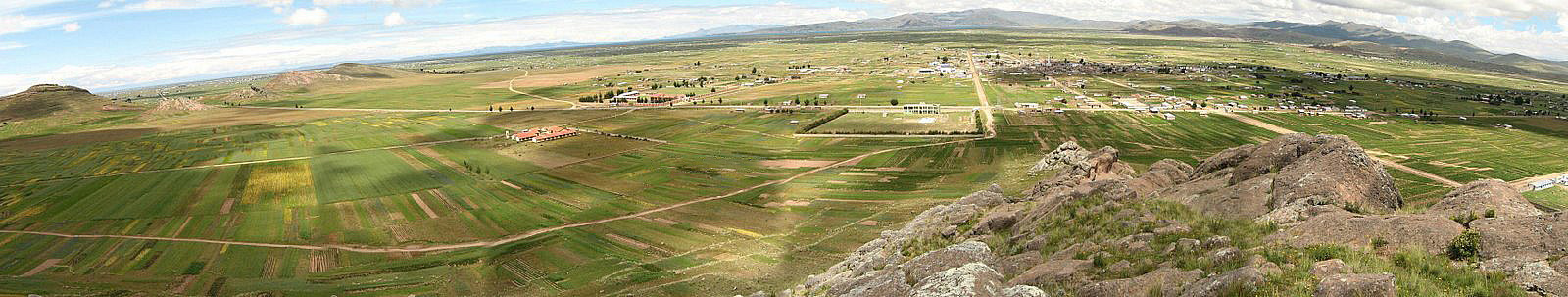